# Augusto Gerosa

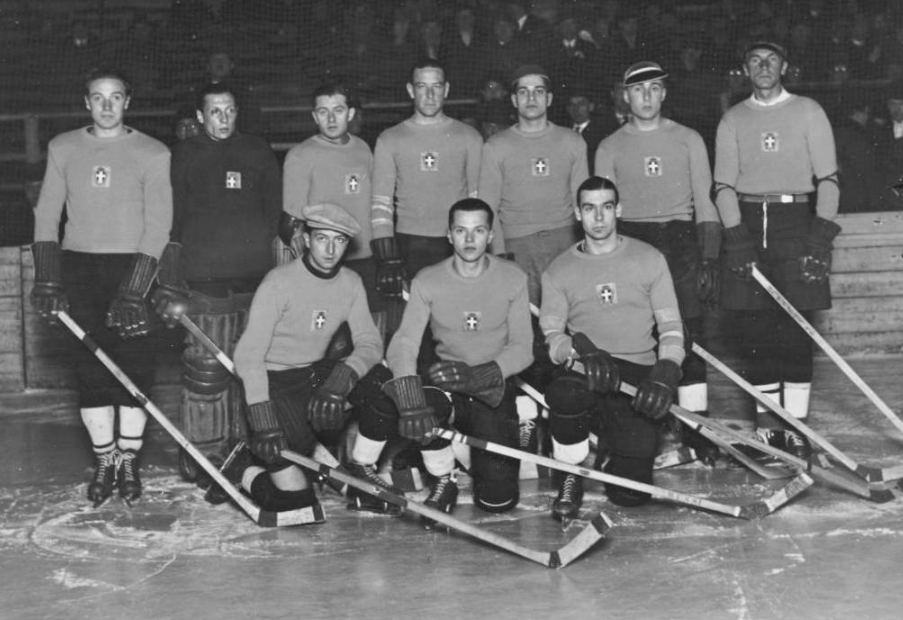

Augusto Gerosa (* 1. Oktober 1909 in Mailand; † 7. November 1982 ebenda) war ein italienischer Eishockeytorwart.

## Karriere
Augusto Gerosa nahm für die italienische Eishockeynationalmannschaft an den Olympischen Winterspielen 1936 in Garmisch-Partenkirchen teil. Auf Vereinsebene spielte er für den Hockey Club Milano, mit dem er in den Jahren 1930, 1933 und 1934 jeweils den italienischen Meistertitel gewann. Zudem wurde er 1936 Italienischer Meister mit dem HC Diavoli Rossoneri Milano.

## Erfolge und Auszeichnungen
- 1930 Italienischer Meister mit dem Hockey Club Milano
- 1933 Italienischer Meister mit dem Hockey Club Milano
- 1934 Italienischer Meister mit dem Hockey Club Milano
- 1936 Italienischer Meister mit dem HC Diavoli Rossoneri Milano